# Грінченко Ганна Олексіївна
Ганна Олексіївна Грінченко (Гринченко) (нар. 27 липня 1914, станція Дебальцеве, тепер місто Донецької області — ?) — українська радянська діячка, новатор виробництва, інженер-конструктор Херсонського суднобудівно-судноремонтного заводу імені Комінтерну Херсонської області. Депутат Верховної Ради УРСР 4—5-го скликань.

## Біографія
Народилася у родині вчителя. У 1931 році закінчила семирічну школу і вступила до Харківського вечірнього технікуму, одночасно працюючи спочатку прибористом на Харківській теплоелектроцентралі, а потім — конструктором Харківського електромеханічного заводу.
У 1937 році переїхала до міста Челябінська (РРФСР), де працювала конструктором теплоелектропроекту. У 1939 році вступила до Сталінградського механічного інституту. Під час німецько-радянської війни перевелася на заочне відділення інституту і одночасно працювала на Сталінградському тракторному заводі.
У 1942 році була евакуйована в Челябінську область, де до 1944 року працювала конструктором військового заводу. У 1944 році повернулася до Сталінграда і закінчила механічний інститут. У 1944—1948 роках — конструктор Сталінградського тракторного заводу РРФСР. У 1948 році переїхала до Херсона.
З 1949 року — інженер-конструктор (технолог) Херсонського суднобудівно-судноремонтного заводу імені Комінтерну Херсонської області.
Потім — на пенсії у місті Херсоні.

## Нагороди
- орден Леніна (7.03.1960)
- ордени
- медалі